# San Giovanni in Marignano

San Giovanni in Marignano (Sin Giàn o San Zvan en dialecte romagnol) est une commune italienne de la province de Rimini dans la région Émilie-Romagne en Italie.

## Géographie
San Giovanni se trouve à l’entrée de la vallée du torrent Conca et à quelques kilomètres des plages de Cattolica et de la riviera romagnole. Située à 29 mètres d’altitude environ, sur la route provinciale SP17 qui mène de Cattolica (1 km) à  Morciano di Romagna (3 km).
La commune est reliée, comme Cattolica, directement à l’autoroute italienne A14 et à la route nationale SS16 de Ravenne à Pesaro, en passant par Rimini (22 km).

## Histoire
Les anciennes fortifications (piazza Silvagni) témoignent de l’importance du bourg et du pays à l’époque des Malatesta. De sa proximité avec Rimini lui occasionne tous les aléas de l’histoire qu’a connu la province, principalement entre les familles régnantes, l’église et l’état pontifical, les vénitiens, les armées napoléoniennes, Garibaldi et la position de la commune sur la ligne gotique durant la seconde guerre mondiale.

À la suite d'une émigration massive d’après guerre, l’économie reprit de l’essor dans les années 1950 par le développement du tourisme balnéaire.

## Économie
Depuis ses origines médiévales le pays, situé sur des zones alluvionnaires très fertiles de la vallée du Conca, était considéré comme le "grenier des Malatesta". Cette qualité est toujours exploitée aujourd’hui, principalement pour la culture des céréales et de la vigne.
San Giovanni est aussi connu pour son artisanat relatif à la mode et sa proximité d’avec la côte Adriatique a favorisé l’essor de chantiers navals.

## Administration
| Période                                  | Période  | Identité         | Étiquette     | Qualité |
| ---------------------------------------- | -------- | ---------------- | ------------- | ------- |
| 14/06/2004                               | En cours | Dominico Bianchi | Centre-gauche |         |
| Les données manquantes sont à compléter. |          |                  |               |         |

### Hameaux
Santa Maria in Pietrafitta, Montalbano, Pianventena

### Communes limitrophes
Cattolica, Gradara, Misano Adriatico, Morciano di Romagna, Saludecio, San Clemente, Tavullia

## Population

### Évolution de la population en janvier de chaque année
| 1861  | 1901  | 1921  | 1951  | 1961  | 1971  | 1981  | 1991  | 2001  |
| ----- | ----- | ----- | ----- | ----- | ----- | ----- | ----- | ----- |
| 3 231 | 4 147 | 4 407 | 4 806 | 4 856 | 5 509 | 6 564 | 7 208 | 7 822 |

| 2011  | - | - | - | - | - | - | - | - |
| ----- | - | - | - | - | - | - | - | - |
| 9 090 | - | - | - | - | - | - | - | - |

### Ethnies et minorités étrangères
Selon les données de l’Institut national de statistique (ISTAT) au 1er janvier 2011 la population étrangère résidente était de 663 personnes.
Les nationalités majoritairement représentatives étaient :
| Pos. | Pays     | Population |
| ---- | -------- | ---------- |
| 1    | Albanie  | 174        |
| 2    | Roumanie | 96         |

## Fêtes et évènements
- La fête de Sainte Lucie : foire agricole.
- La Festa delle Streghe ou fête des sorcières, en juin : ancien mythe médiéval de magie noire et de sorcellerie dédié principalement au tourisme.
- Fête annuelle du vin.
- Marché d’antiquaire et vide-grenier, le quatrième dimanche de chaque mois.